# Neolana
Neolana is een spinnengeslacht uit de familie Stiphidiidae. De onderliggende soorten komt voor in Nieuw-Zeeland.

## Onderliggende soorten
- Neolana dalmasi (Marples, 1959)
- Neolana pallida Forster & Wilton, 1973
- Neolana septentrionalis Forster & Wilton, 1973